# Aurelino Leal
Aurelino Leal är en kommun i Brasilien.   Den ligger i delstaten Bahia, i den östra delen av landet, 900 km öster om huvudstaden Brasília. Antalet invånare är 13 599.
Omgivningarna runt Aurelino Leal är en mosaik av jordbruksmark och naturlig växtlighet. Runt Aurelino Leal är det glesbefolkat, med 15 invånare per kvadratkilometer.